# Maracaibo
Maracaibo – miasto w północno-zachodniej Wenezueli. Położone nad cieśniną łączącą jezioro Maracaibo z Zatoką Wenezuelską (Morze Karaibskie), stolica stanu Zulia. Najludniejsze miasto Wenezueli – 2 mln. 634 tys. mieszkańców (2010).

## Historia
Założone 8 września 1529 pod nazwą Villa de Maracaibo było ośrodkiem kolonizacji okolicznych terytoriów. 
Kilkukrotnie zdobyte i łupione było przez bukanierów – w latach 1667 (François l’Olonnais), 1669 (Henry Morgan) i 1678 (Michel de Grammont). Podczas wszystkich trzech wypraw ich łupem padł też pobliski Gibraltar.
Do czasu odkrycia złóż ropy naftowej w 1917 miasto i port miały zdecydowanie drugorzędne znaczenie. Po 1917 Maracaibo w ciągu kilkunastu lat radykalnie zmieniło swoje oblicze, stając się największym ośrodkiem wydobycia ropy naftowej w Wenezueli i całej Ameryce Południowej.
Wielki ośrodek przemysłowy kraju. Silnie rozwinięty przemysł chemiczny (szczególnie petrochemia), włókienniczy i spożywczy. Poza tym przemysł odzieżowy, drzewny, metalowy, maszynowy i materiałów budowlanych. Duży port handlowy (największy w kraju port naftowy). Port lotniczy o znaczeniu międzynarodowym. Uniwersytet.
W 2007 w mieście rozegrany został mecz finałowy piłkarskich rozgrywek cyklu Copa América.

## Miasta partnerskie
- Nowy Orlean, Stany Zjednoczone
- Santiago de Cuba, Kuba